# مشروع بدرة
يقع حقل بدرة في محافظة واسط شرق العراق، قدرت الاحتياطات الجيولوجية لحقل بدرة بـ 3 مليارات برميل من النفط، تم توقيع عقد خدمة وتطوير حقل بدرة العراقي في أوائل عام 2010.
- فاز بالعقد ائتلاف يضم الشركات: 
  - شركة غازبروم نفت الروسية – المشغل.
  - شركة كوغاز- كوريا.
  - ماليزيا - شركة بتروناس.
  - شركة تباو - تركيا.
  - الحكومة العراقية، ممثلة في المشروع من قبل الشريك الحكومي.